# Iporá
Iporá este un oraș în Goiás (GO), Brazilia.